# Skinny Puppy
Skinny Puppy is een prominente band in het genre electro-industrial, gevormd in Vancouver (Canada) in 1982.
In het begin was het project een bedoeld als een experimenteel project van cEvin Key (echte naam Kevin Crompton) terwijl hij deel uitmaakte van de band Images In Vogue. Toen de zanger Nivek Ogre (echte naam Kevin Ogilvie) zich aansloot bij het project, werd het al snel een fulltime band.
Na een tiental albums uitgebracht te hebben en na vele livetournees zijn Key en Ogre de enige constante deelnemers aan het project. Andere deelnemers zijn onder anderen Dwayne Goettel (1986-1995), Dave "Rave" Ogilvie (producent en onofficieel vierde lid tot 1995, geen familierelatie met Ogre), Mark Walk (2003-heden) en een aantal introducés, onder wie Bill Leeb (1985-1986, onder het pseudoniem Wilhelm Schroeder), Al Jourgensen (1989) en vele anderen.

## Discografie

### Albums
- Back and Forth (1984)
- Bites (1985)
- Mind: The Perpetual Intercourse (1986)
- Cleanse Fold and Manipulate (1987)
- VIVIsectVI (1988)
- Rabies (1989)
- Too Dark Park (1990)
- Last Rights (1992)
  - Top Heatseekers nr. 10[1]
  - Billboard 200 nr. 193[1]
- The Process (1996)
  - Top Heatseekers nr. 1[1]
  - The Billboard 200 nr. 102[1]
- Puppy Gristle (2002)
- The Greater Wrong of the Right (2004)
  - Deutsche Alternative Charts (DAC) Top 50 Albums nr. 1[2]
  - Top Heatseekers nr. 7[1]
  - Top Independent Albums nr. 9[1]
  - The Billboard 200 nr. 176[1]
- Mythmaker (2007)
  - Top Heatseekers nr. 4[1]
  - Top Electronic Albums nr. 5[1]
  - Top Independent Albums nr. 17[1]
  - The Billboard 200 nr. 200[1]
- HanDover (2011)
- Weapon (2013)

### Ep's
- Remission (1984)
- Chainsaw (1987)

### Singles
- "Dig It" (1986)
- "Stairs and Flowers" (1987)
- "Addiction" (1987)
- "Censor" (1988)
- "Testure" (1989)
  - Hot Dance Music/Club Play nr. 19[3]
- "Tin Omen" (1989)
- "Worlock" (1990)
- "Tormentor" (1990)
- "Spasmolytic" (1991)
- "Inquisition" (1992)
- "Love In Vein" (1992) geannuleerd
- "Candle" (1996) promo
- "Track 10" (2000) gelimiteerd
- "Politikil" (2007) promo

### Verzamel
- Bites and Remission (1987)
- Remission and Bites (1987)
- Twelve Inch Anthology (1990)
- Back and Forth Series 2 (1992)
- Brap: Back and Forth Series 3 & 4 (1996)
  - Top Heatseekers nr. 39[1]
- remix dystemper (1998)
- The Singles Collect (1999)
- The B-Sides Collect (1999)
- Back and Forth Series 6 (2003)
- Back and Forth Series 7 (2007) forthcoming

### Livealbums
- Ain't It Dead Yet? (1987)
- Doomsday: Back and Forth Series 5: Live in Dresden (2001)
  - Deutsche Alternative Charts (DAC) Top 50 Albums nr. 15[4]